# Mullah Husayn

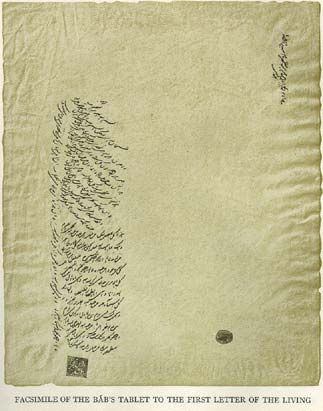
Schreiben des Bab an Mulla Husayn, dem ersten Buchstaben des Lebendigen

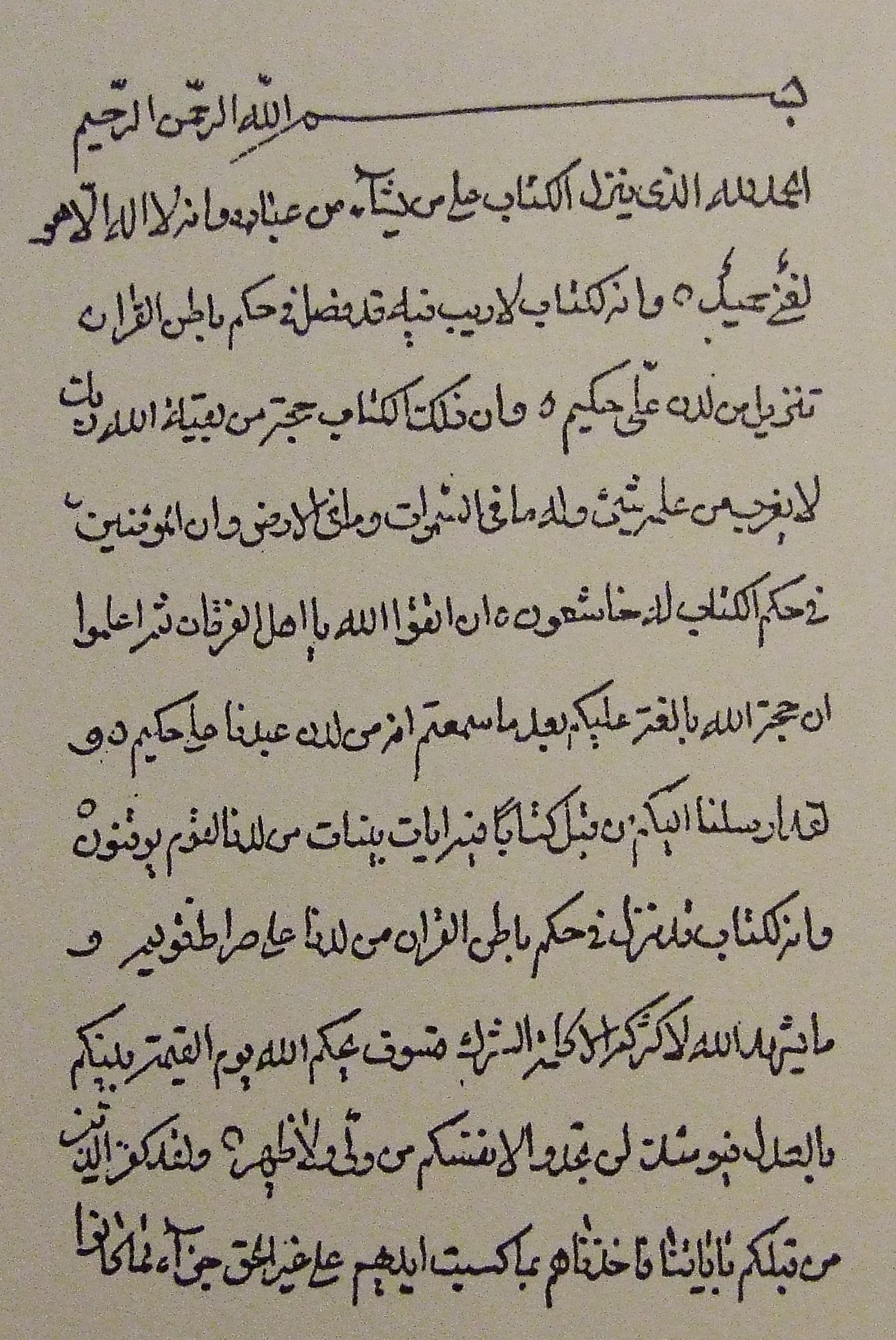
Eine der Schriften des Bab in der Handschrift von Mullah Husayn

Mullah Husayn oder Mullah Husayn-i Bushru’i (persisch ملا حسين بشروئي‎, * 1813 in Bushruyih, Iran; † 2. Februar 1849 in Māzandarān, Iran) war der erste Buchstabe des Lebendigen und erhielt vom Bab den arabischen Titel Jinab-i-Babu’l-Bab (Tor des Tores).

## Leben

### Studium und Suche nach einem Gottesboten
Mullah Husayn wurde 1813 als Muhammad Husayn Bushru’i in Bushruyih geboren, hatte vier jüngere Geschwister und ging in der kleinen Stadt Bushruyih in der Nähe von Maschhad zur Schule. Er beendete die Schule mit 12 Jahren und besuchte dann das Seminar eines Geistlichen in Maschhad. Mit 21 Jahren war er bereits Mudschtahid.
In Maschhad lernte er die Lehren des Schaichismus kennen, die ihn sehr faszinierten. Daher entschloss er sich am Unterricht von Sayyid Kāzim Raschti in Kerbela teilzunehmen, der seine Schüler auf das Kommen eines neuen Boten Gottes vorbereitete. Nach dem Tod seines Lehrers im Jahre 1844 fing Mullah Husayn an diesen Boten Gottes zu suchen. Er zog zusammen mit seinem Bruder Muhammad Hasan und dessen Sohn Muhammad Baqir über Nadschaf und Buschehr nach Schiraz, wo sie am 22. Mai ankamen. Mullah Husayn schickte dort seine beiden Begleiter voraus und bat sie, in einer bestimmten Moschee auf ihn zu warten.

### Leben für den Babismus
Am Stadttor traf er einen jungen Mann, der ihn in sein Haus einlud und ihm dort im oberen Zimmer erklärte, dass er der gesuchte Bote Gottes sei. Etwa zwei Stunden nach Sonnenuntergang offenbarte dieser das erste Kapitel des Qayyumu’l-Asma. Danach sprach er: „O du, der du der erste bist, der an mich glaubt! Wahrlich, ich sage, ich bin der Bab, das Tor Gottes, und du bist der Bábul-Bab, das Tor dieses Tores...“ Diese sogenannte Erklärung des Bab ist ein Festtag im Bahai-Kalender.
Mullah Husayn widmete fortan sein Leben der Verbreitung des Babismus. Entsprechend dem Auftrag des Bab lehrte Mullah Husayn in Isfahan, Kaschan, Qom, Teheran, Maschad, Chorasan und Māzandarān. 1844 schickte Mullah Husayn einige Seiten des Qayyumu’l-Asma an Mirzā Husain-ʿAli Nuri, der später unter dem Namen Baha’u’llah bekannt wurde. Baha’u’llah akzeptierte hierdurch sofort diese Religion. Mullah Husayn traf in seinem Leben Baha’u’llah zweimal persönlich.
1845 suchte Mullah Husayn erneut den Bab in Schiraz auf, als dieser gerade aus Mekka zurückgekehrt war. Mullah Husayn ging 1848 zu Fuß von Maschhad im Osten Persiens bis nach Maku, den westlichsten Vorposten des Reiches und konnte dort neun Tage lang mit dem Bab zusammen sein und dabei das Nouruz-Fest feiern. Infolge der zunehmenden Missionstätigkeit der mittlerweile zahlreichen Anhänger des Bab kam es schnell zum Widerstand durch schiitische Gruppierungen und zu ersten staatlich organisierten Verfolgungen. Bei einer solchen gewaltsamen Auseinandersetzung in Māzandarān, der so genannten Schlacht am „Schrein von Scheich Tabarsi“, wurde Mullah Husayn am 2. Februar 1849 durch einen Schuss getötet.
Das Sendschreiben des Bab an Mullah Husayn ist im ersten Band von Nabils Bericht abgebildet. Hiervon wurde auch eine deutsche Übersetzung publiziert. Aus der Feder des Bab stammen außerdem so viele Lobpreisungen, Gebete und Besuchssendschreiben über Mullah Husayn, dass es dem dreifachen Umfang des Korans entspricht. Auch Baha’u’llah erwähnt Mullah Husayn in seinem Buch der Gewissheit.